# Diolenius armatissimus
Diolenius armatissimus là một loài nhện trong họ Salticidae.
Loài này thuộc chi Diolenius. Diolenius armatissimus được Tord Tamerlan Teodor Thorell miêu tả năm 1881.